# Боксери-брифи

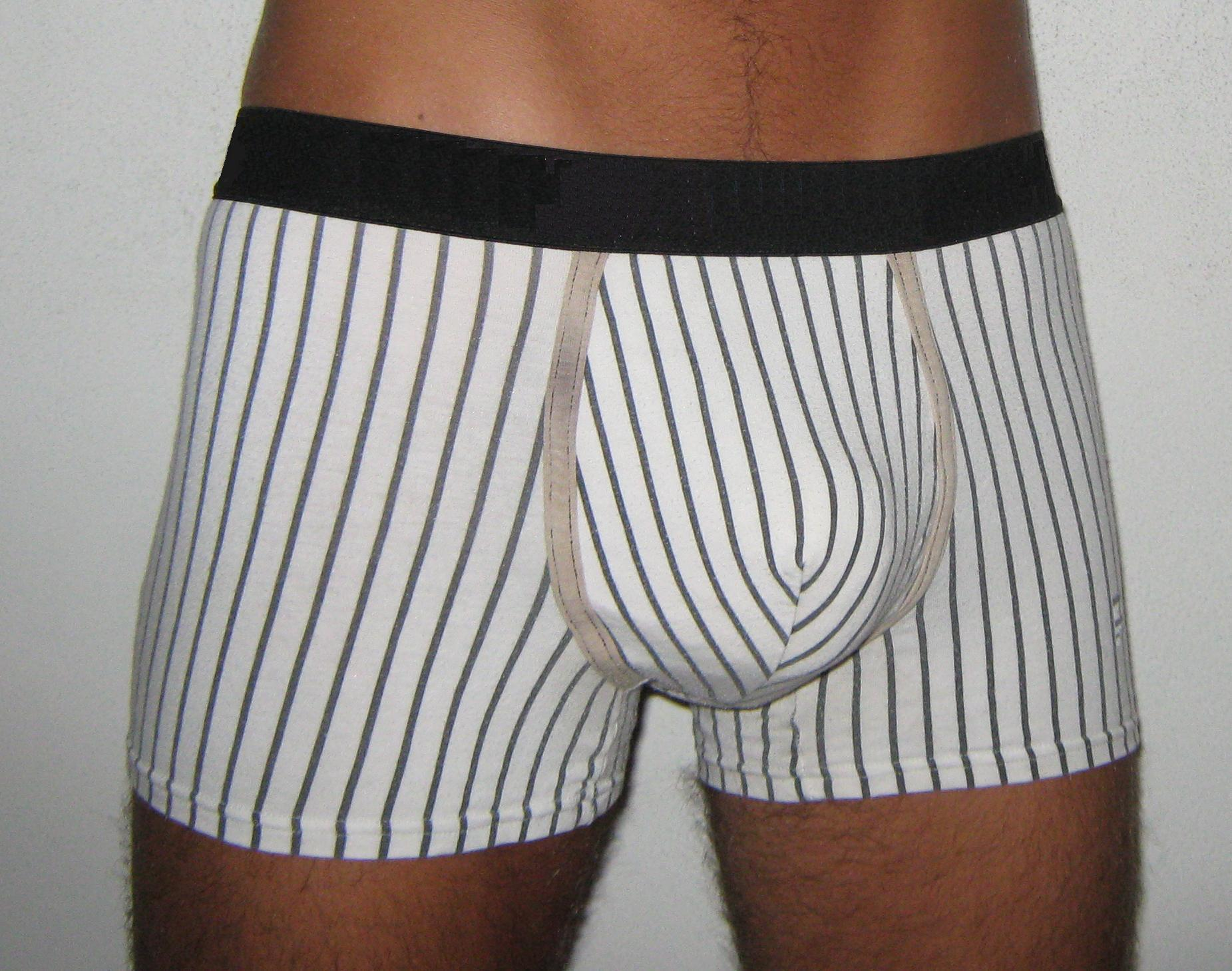
Чоловік у боксерах-брифах

Боксери-брифи (англ. boxer briefs; також труси-шорти) — тип чоловічої спідньої білизни. Являють собою обтягуючі труси у вигляді шортів, гібрид трусів — боксерів (англ. boxer shorts) і трусів — брифів (англ. briefs). По дизайну схожі на боксери, але при цьому (також як і бріфи) утримують статеві органи у фіксованому положенні.

## Історія
Це новий тип чоловічої нижньої білизни, який з'явився на початку 1990-х років. В даний час є найпопулярнішим типом чоловічої нижньої білизни на заході[чого?].

## Дизайн
Боксери-брифи шиють з м'яких еластичних тканин, натурального або синтетичного походження, використовуючи різні кольори і забарвлення (однотонні, в смужку, з різними малюнками тощо). Залежно від виробника боксери-брифи шиють різної довжини (від коротких на талії, до середини стегна), Можуть бути з ширінькою і без неї. Часто на поясі знаходиться ім'я бренду.

## Галерея

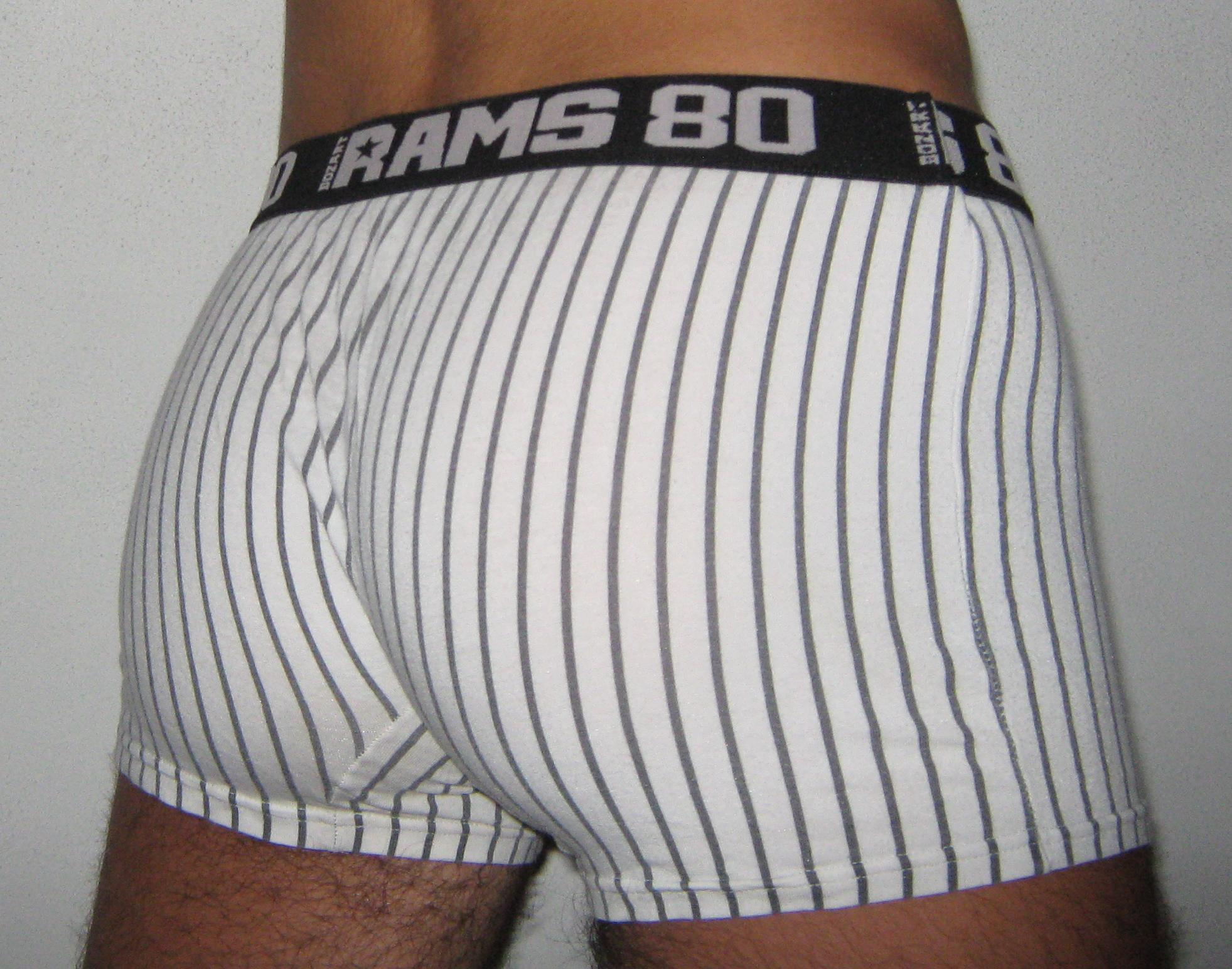
Боксери-брифи (вид ззаду)
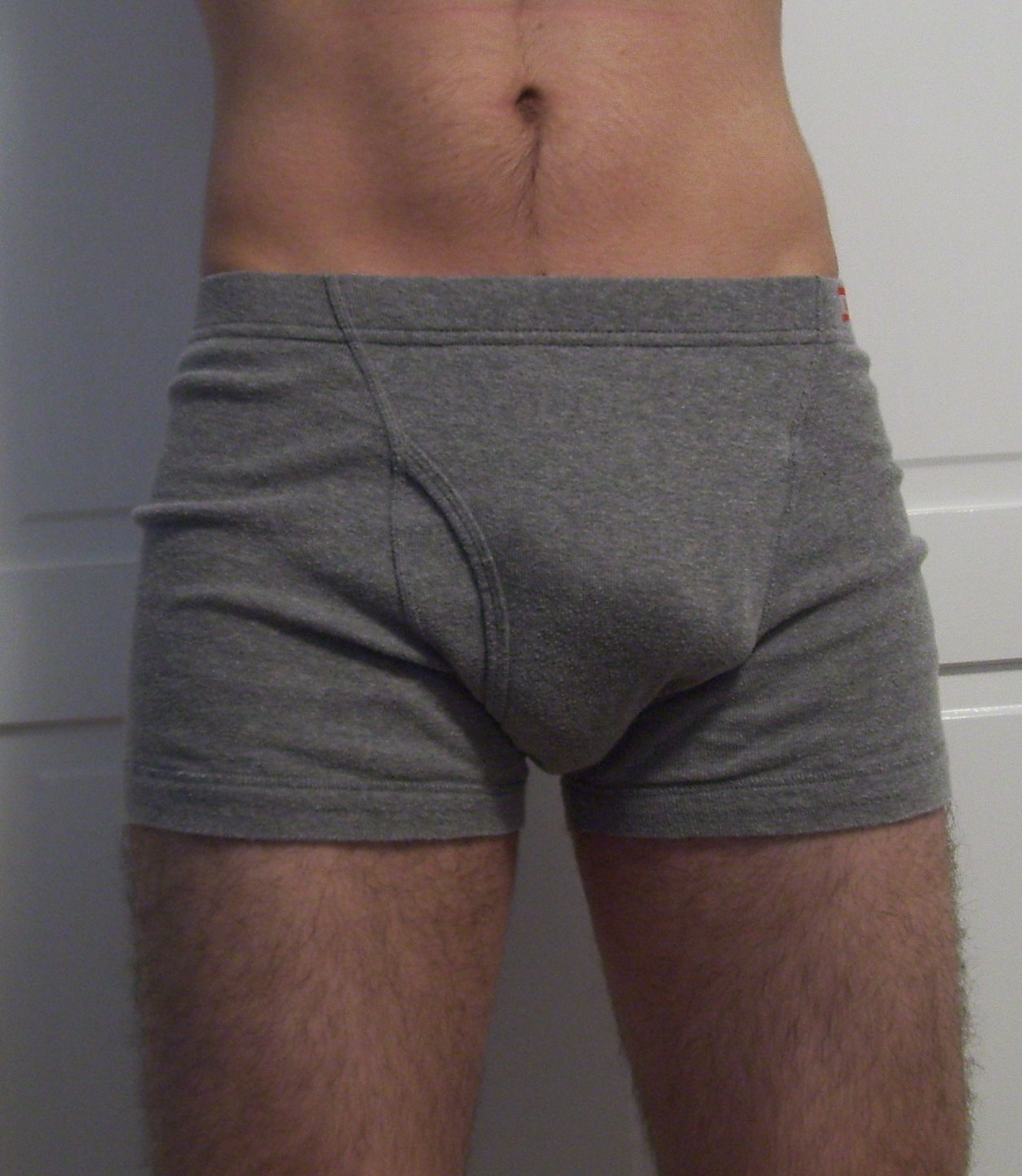
Боксери-брифи з ширінкою
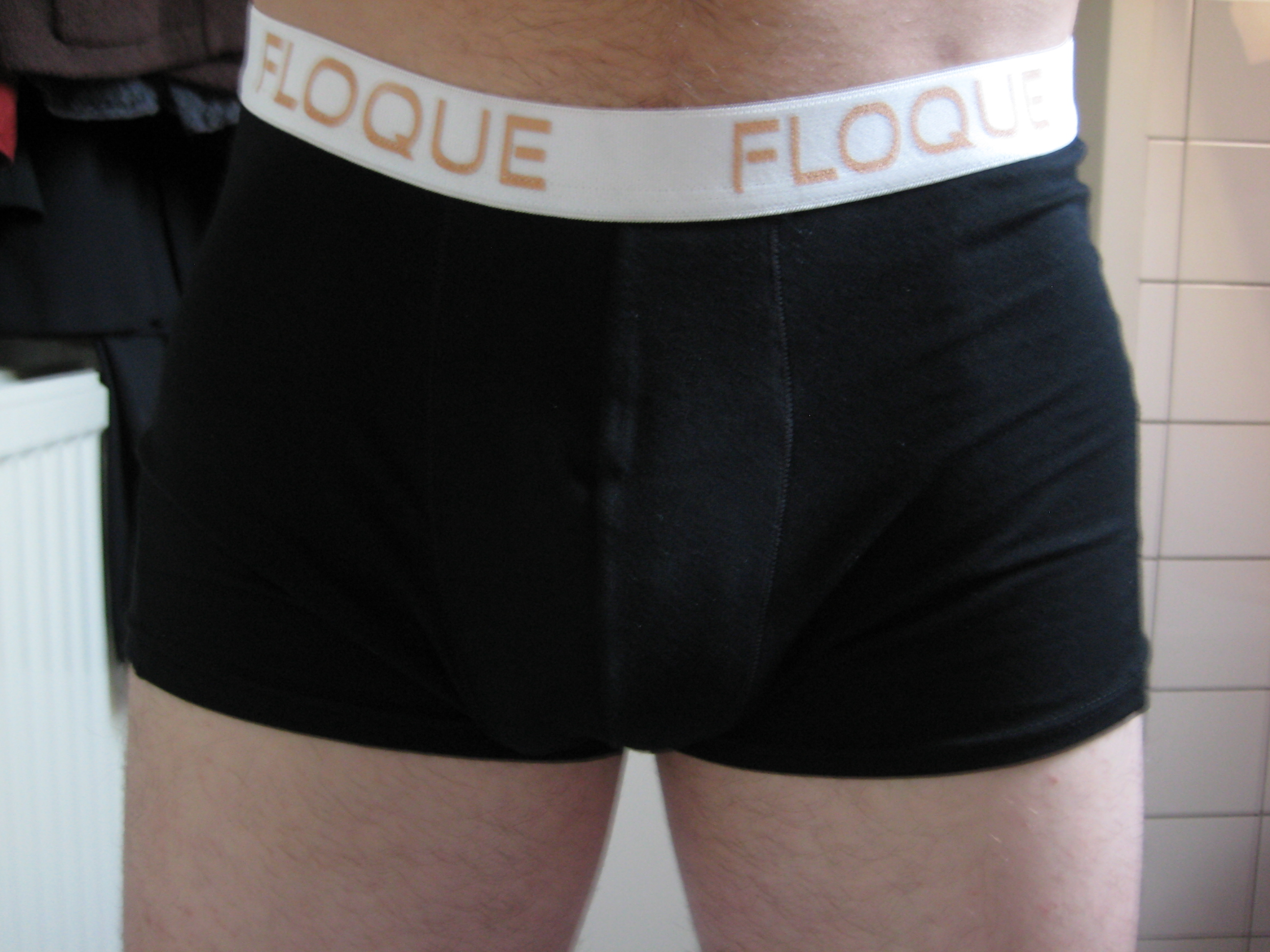
Короткі боксери-брифи
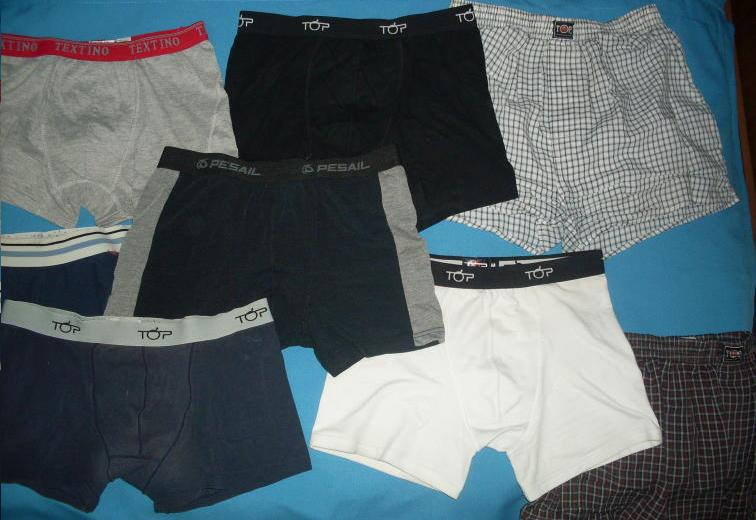
Різні боксери-брифи